# Natação nos Jogos Pan-Americanos de 2023 - 200 m peito feminino
A competição de 200 m peito feminino da natação nos Jogos Pan-Americanos de 2023 foi disputada em 23 de outubro no Centro Acuático Estadio Nacional, em Santiago, no Chile. No total, competiram 21 atletas de 14 Comitês Olímpicos Nacionais (CON).

## Calendário
Horário local (UTC-4).
| Data          | Horário | Fase          |
| ------------- | ------- | ------------- |
| 23 de outubro | 09:18   | Eliminatórias |
| 23 de outubro | 16:18   | Final B       |
| 23 de outubro | 16:25   | Final A       |

## Medalhistas
| Ouro   | CAN Sydney Pickrem  |
| Prata  | CAN Kelsey Wog      |
| Bronze | BRA Gabrielle Assis |

## Recordes
Antes desta competição, os recordes mundiais e dos Jogos Pan-Americanos da prova eram os seguintes:
| Tipo                             | Atleta                 | Tempo   | Local | Data                |
| -------------------------------- | ---------------------- | ------- | ----- | ------------------- |
|                                  | RUS Evgeniia Chikunova | 2m17s55 | Kazan | 21 de abril de 2023 |
| Recorde dos Jogos Pan-Americanos | USA Annie Lazor        | 2m21s40 | Lima  | 8 de agosto de 2019 |

## Resultados

### Eliminatórias
Qualificação: Os oito mais rápidos (QA) qualificam-se para a final A e os próximos oito mais rápidos (QB) qualificam-se para a final B.
As eliminatórias foram realizadas em 23 de outubro.
| Pos. | Bateria | Raia | Atleta                | Nacionalidade                       | Tempo   | Notas |
| ---- | ------- | ---- | --------------------- | ----------------------------------- | ------- | ----- |
| 1    | 3       | 4    | Kelsey Wog            | CAN Canadá                          | 2:25.96 | QA    |
| 2    | 3       | 5    | Gabrielle Assis       | BRA Brasil                          | 2:26.00 | QA    |
| 3    | 1       | 4    | Sydney Pickrem        | CAN Canadá                          | 2:28.35 | QA    |
| 4    | 2       | 5    | Macarena Ceballos     | ARG Argentina                       | 2:29.19 | QA    |
| 5    | 2       | 4    | Anna Keating          | USA Estados Unidos                  | 2:30.66 | QA    |
| 6    | 2       | 3    | Melissa Rodríguez     | MEX México                          | 2:31.65 | QA    |
| 7    | 1       | 5    | Emma Weber            | USA Estados Unidos                  | 2:31.79 | QA    |
| 8    | 3       | 6    | Fernanda Jimenez      | MEX México                          | 2:32.82 | QA    |
| 9    | 1       | 6    | Mercedes Toledo       | VEN Venezuela                       | 2:33.50 | QB    |
| 10   | 3       | 3    | Bruna Leme            | BRA Brasil                          | 2:35.41 | QB    |
| 11   | 2       | 2    | Stefania Gómez        | COL Colômbia                        | 2:35.47 | QB    |
| 12   | 2       | 6    | Martina Barbeito      | ARG Argentina                       | 2:37.10 | QB    |
| 13   | 1       | 3    | Emily Santos          | PAN Panamá                          | 2:37.67 | QB    |
| 14   | 1       | 2    | Antonia Cubillos      | CHI Chile                           | 2:39.53 | QB    |
| 15   | 3       | 7    | Elisa Funes           | ESA El Salvador                     | 2:39.59 | QB    |
| 16   | 3       | 2    | Valetina Marcantonio  | ARG Argentina                       | 2:40.82 | QB    |
| 17   | 2       | 7    | Daysi Ramírez Garlobo | CUB Cuba                            | 2:41.72 |       |
| 18   | 3       | 1    | Nicole Mack           | EAI Equipe de Atletas Independentes | 2:46.63 |       |
| 19   | 1       | 7    | Astrid Caballero      | PAR Paraguai                        | 2:48.94 |       |
| 20   | 1       | 1    | Arantza Salazar       | CHI Chile                           | 2:50.14 |       |
| 21   | 2       | 1    | Paola Cwu             | HON Honduras                        | 2:51.90 |       |

### Final B
A final B foi realizada em 23 de outubro.
| Pos. | Raia | Atleta               | Nacionalidade   | Tempo   | Notas |
| ---- | ---- | -------------------- | --------------- | ------- | ----- |
| 9    | 2    | Emily Santos         | PAN Panamá      | 2:31.90 |       |
| 10   | 5    | Bruna Leme           | BRA Brasil      | 2:32.59 |       |
| 11   | 6    | Martina Barbeito     | ARG Argentina   | 2:33.97 |       |
| 12   | 4    | Mercedes Toledo      | VEN Venezuela   | 2:35.42 |       |
| 13   | 3    | Stefania Gómez       | COL Colômbia    | 2:35.46 |       |
| 14   | 7    | Antonia Cubillos     | CHI Chile       | 2:38.17 |       |
| 15   | 8    | Valetina Marcantonio | ARG Argentina   | 2:39.33 |       |
| 16   | 1    | Elisa Funes          | ESA El Salvador | 2:39.87 |       |

### Final A
A final A foi realizada em 23 de outubro.
| Pos. | Raia | Atleta            | Nacionalidade      | Tempo   | Notas |
| ---- | ---- | ----------------- | ------------------ | ------- | ----- |
| 01 ! | 3    | Sydney Pickrem    | CAN Canadá         | 2:23.39 |       |
| 02 ! | 4    | Kelsey Wog        | CAN Canadá         | 2:23.49 |       |
| 03 ! | 5    | Gabrielle Assis   | BRA Brasil         | 2:25.52 |       |
| 4    | 6    | Macarena Ceballos | ARG Argentina      | 2:26.70 |       |
| 5    | 7    | Melissa Rodríguez | MEX México         | 2:28.13 |       |
| 6    | 1    | Emma Weber        | USA Estados Unidos | 2:31.01 |       |
| 7    | 2    | Anna Keating      | USA Estados Unidos | 2:31.14 |       |
| 8    | 8    | Fernanda Jimenez  | MEX México         | 2:31.43 |       |

Legenda
| Recorde mundial                  | Recorde mundial (World record)               |                       | Recorde africano                      | Recorde africano (African) |                                           | Q | Classificado por posição (Qualified) |
| Recorde dos Jogos Pan-Americanos | Recorde pan-americano (Pan-American record)  | Recorde da América    | Recorde da América (Americas)         | q                          | Classificado por melhor tempo (Qualified) |   |                                      |
| Melhor marca do ano              | Melhor marca do ano (World leading)          | Recorde asiático      | Recorde asiático (Asian)              | DNS                        | Não largou (Did not start)                |   |                                      |
| Recorde nacional                 | Recorde nacional (National record)           | Recorde europeu       | Recorde europeu (European)            | DNF                        | Não terminou (Did not finish)             |   |                                      |
| Recorde pessoal                  | Recorde pessoal do atleta (Personal best)    | Recorde da Oceania    | Recorde da Oceania (Oceania)          | DSQ / DQ                   | Desclassificado (Disqualified)            |   |                                      |
| Recorde da temporada             | Recorde da temporada do atleta (Season best) | Recorde sul-americano | Recorde sul-americano (South America) | NM                         | Sem marca (No mark)                       |   |                                      |